# Theophanes

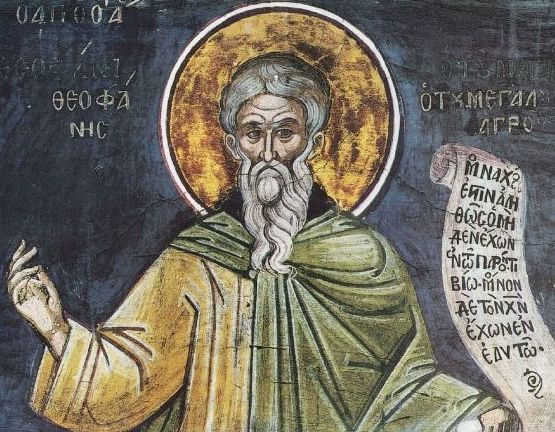
Darstellung des Theophanes

Theophanes der Bekenner (auch lateinisch Theophanes Confessor oder Theophanes Homologetes, mittelgriechisch Θεοφάνης Ομολογητής; * um 760 in Konstantinopel; † 12. März 818 auf Samothrake) war ein bedeutender byzantinischer Chronist. Sowohl in der orthodoxen als auch in der katholischen Kirche wird er als Heiliger verehrt. Der orthodoxe Prolog und das Martyrologium Romanum erwähnen ihn zum 12. März.

## Leben
Theophanes stammte aus einer angesehenen, adligen Familie. Seine Eltern hießen Isaakios und Theodote. Schon in jungen Jahren verlor er seinen Vater. Theophanes diente als Strator in kaiserlichen Diensten und war auch verheiratet. Er wurde jedoch schließlich Geistlicher (780/781) und lebte in verschiedenen Klöstern, wofür er erhebliche Mittel aufwandte. 787 nahm er an dem 2. Konzil von Nikaia teil. Theologisch war Theophanes ein entschiedener Gegner des Ikonoklasmus (siehe Byzantinischer Bilderstreit). 815 wurde er für zwei Jahre inhaftiert und schließlich in das Exil nach Samothrake geschickt, wo er auch starb.

## Die Chronik des Theophanes
Theophanes setzte die Weltchronik des Georgios Synkellos fort, die bis zum Ende des 3. Jahrhunderts reichte. In der neueren Forschung wird jedoch teils angenommen, dass der Anteil des Georgios an der Chronik des Theophanes weitaus höher ist, als früher vermutet. Cyril Mango nimmt an, dass Georgios, der gelehrter und belesener war als Theophanes, bereits zahlreiches Material für die Zeit nach 284 gesammelt hatte, dieses aber nicht mehr veröffentlichen konnte. Diese Aufgabe übernahm dann Theophanes, der damit nur die Arbeit des Georgios beendete. Diese Hypothese ist umstritten, wenngleich Mango dafür viel Zustimmung erhalten hat.
Die Chronik des Theophanes behandelt jedenfalls die Jahre 284/285 bis 813 mit Einträgen von sehr unterschiedlicher Länge. Dabei ging Theophanes streng annalistisch vor (d. h. geschichtliche Nachrichten wurden für jedes einzelne Jahr aufgeführt) und stützte sich auf zahlreiche gute Quellen. Obwohl die meisten der Texte, auf die sich der Bericht bis zum Tod des Kaiser Maurikios im Jahr 602 stützt, auch im Original gut bekannt sind (beispielsweise Prokopios von Caesarea), liefert Theophanes auch einige Detailinformationen über die spätantike Geschichte, die ansonsten nirgendwo zu finden sind. Theophanes zog unter anderem Kirchengeschichten, Chroniken (darunter nicht erhaltene lokale Chroniken, wie aus Alexandria) und profane Geschichtswerke heran. Die Angaben einiger spätantiker Werke (unter anderem wohl Priskos) waren Theophanes vermutlich durch eine Zwischenquelle zugänglich; wahrscheinlich handelte es sich dabei um das heute verlorene Geschichtswerk des Eustathios von Epiphaneia. Die besondere Bedeutung der Chronik liegt dann jedoch in der Darstellung der Jahre 602 bis 813, für die Theophanes eine sehr wichtige und teils sogar die einzige Quelle ist. Auch durch den Verlust arabischer und syrischer Quellen ist die Chronik des Theophanes daher von unschätzbarem Wert für die Beschäftigung mit den Ereignissen in Ostrom bzw. Byzanz ab dem 7. Jahrhundert. Dies umfasst sowohl den letzten „großen Krieg der Antike“ (James Howard-Johnston), den Perserkrieg zur Zeit des Herakleios, als auch die Zeit der arabischen Eroberungen und den anschließenden Abwehrkampf von Byzanz auf dem Balkan (gegen die Bulgaren) und im Nahen Osten (gegen das Kalifat), was aus byzantinischer Sicht wie eine Weltkrise erschien.
Welche Quellen Theophanes für den Zeitraum ab dem frühen 7. Jahrhundert herangezogen hat, ist nur sehr schwer zu sagen. Hinsichtlich des Perserkrieges des Herakleios benutzte er wohl auch die Gedichte Georgs von Pisidien. Für die zweite Hälfte des 7. Jahrhunderts zog er offenbar eine syrische Vorlage in griechischer Übersetzung heran, die ihm wohl Georgios Synkellos beschafft hatte. Bei dem syrischen Werk handelt es sich neueren Forschungen zufolge sehr wahrscheinlich um die Chronik des Theophilos von Edessa, die bis etwa 755 reichte und wichtige Informationen enthielt, die auch in andere (syrische) Werke einflossen. Auch die Chronik des Traianos Patrikios (die wohl bis 713 reichte) ist von Theophanes wahrscheinlich benutzt worden. Zumindest hatte Theophanes Zugriff auf byzantinische Quellen, deren Angaben sich nicht in der orientalischen Überlieferung wiederfinden. In neuerer Zeit hat Maria Conterno versucht zu beweisen, dass die Chronik des Theophilos für den besagten Zeitraum nicht die angenommene Hauptquelle des Theophanes gewesen sei. Textvergleiche legten demnach den Schluss nahe, dass Theophanes mehrere Quellen verarbeitet hat und die Quellenlage somit sehr viel komplexer sei. Dennoch ist nicht klar, wie viel der Darstellung letztlich auf welchem Quellenstrang beruht. Die gemeinsame syrische Quelle (und damit sehr wahrscheinlich die Chronik des Theophilos) wird jedenfalls eine nicht unwichtige Rolle gespielt haben.
In der Forschung ist umstritten, ob er das Material seiner Quellen nur übernahm oder es auch nach seinen Ansichten arrangierte, doch spricht mehr für letztere Annahme, wobei Theophanes bei der Interpretation durchaus Fehler unterliefen. Nicht selten ließ er zudem seine eigene Meinung einfließen. Gegenüber Ikonoklasten ist er etwa überaus voreingenommen und beurteilt dementsprechend die jeweiligen Kaiser nach ihrer Religionspolitik. Zu Unrecht werden daher militärisch erfolgreiche Kaiser wie Leon III. oder dessen Sohn Konstantinos V. von Theophanes in einem schlechten Licht dargestellt. Problematisch ist auch die Tatsache, dass die Chronik vornehmlich an den „großen Ereignissen“ ausgerichtet ist. Dennoch ist es unbestritten, dass Theophanes wichtige Informationen vermittelt, ohne die eine Rekonstruktion vieler Ereignisse im byzantinischen Osten vom 7. bis zum frühen 9. Jahrhundert kaum möglich wäre.
Der Stil der Chronik, der nicht besonders ansprechend ist, orientierte sich an der Volkssprache, obwohl Theophanes selbst recht gebildet war, wenngleich man seine Bildung nicht überschätzen darf; anscheinend konnte er nicht mit der Belesenheit oder dem stilistischen Talent des gelehrteren Georgios Synkellos konkurrieren. Er datiert dabei nicht nach der christlichen Ära, sondern zählt die Jahre nach der angeblichen Erschaffung der Welt (A. M., siehe Annus mundi). Die Angaben zu den Regierungszeiten diverser Herrscher, die den Einträgen vorangehen, sind oft sehr ungenau oder schlicht falsch. Dies gilt auch für die übrigen Datierungen von Ereignissen, die stets nur mit Vorsicht übernommen werden sollten.
Die Chronik wurde in der zweiten Hälfte des 9. Jahrhunderts von Anastasius Bibliothecarius auch ins Lateinische übersetzt, wobei sich jedoch seine eher unzureichenden Griechischkenntnisse bemerkbar machten. Die Chronik des Nikephoros greift zumeist auf dieselben Quellen wie Theophanes zurück, bietet aber auch teils eigenständige Nachrichten.

## Ausgaben
- Carl de Boor (Hrsg.): Theophanis chronographia. 2 Bde. Leipzig 1883/1885.

## Übersetzungen
- The Chronicle of Theophanes Confessor. Byzantine and Near Eastern history A.D. 284–813. Übersetzt und kommentiert von Cyril Mango und Roger Scott. Clarendon Press, Oxford 1997, ISBN 0-19-822568-7 (vollständige und ausführlich kommentierte Übersetzung, die in der Forschung als wichtiger Beitrag gewürdigt wird; Digitalisat).
- The Chronicle of Theophanes. An English translation of anni mundi 6095–6305 (A.D. 602–813). Übersetzt und kommentiert von Harry Turtledove. University of Pennsylvania Press, Philadelphia PA 1982, ISBN 0-8122-7842-9 (Übersetzung der Chronik ab 602).
- Johannes Koder (Hrsg.): Die frommen Byzantiner und ihre bösen Nachbarn. Das 7. Jahrhundert (582‒717) in der Chronographie des Theophanes Homologetes. Einleitung, Übersetzung, Kommentar. Wien 2022 (kommentierte Übersetzung der Partien der Chronik zum 7. Jahrhundert; positive Fachbesprechung mit einigen Korrekturen bei PLEKOS).
- Bilderstreit und Arabersturm in Byzanz. Das 8. Jahrhundert (717–813) aus der Weltchronik des Theophanes (= Byzantinische Geschichtsschreiber. Bd. 6, ZDB-ID 532553-5). Übersetzt, eingeleitet und erklärt von Leopold Breyer. 2., verbesserte Auflage. Styria, Graz u. a. 1964 (Übersetzung der Chronik ab 717).